# Гілліард (Огайо)
Гілліард (англ. Hilliard) — місто (англ. city) в США, в окрузі Франклін штату Огайо. Населення — 37 114 особи (2020).

## Географія
Гілліард розташований за координатами 40°2′15″ пн. ш. 83°8′59″ зх. д. / 40.03750° пн. ш. 83.14972° зх. д. (40.037608, -83.149729).  За даними Бюро перепису населення США в 2010 році місто мало площу 34,54 км², з яких 34,10 км² — суходіл та 0,44 км² — водойми. В 2017 році площа становила 37,12 км², з яких 36,66 км² — суходіл та 0,45 км² — водойми.

## Демографія
Згідно з переписом 2010 року, у місті мешкало 28 435 осіб у 10 198 домогосподарствах у складі 7612 родин. Густота населення становила 823 особи/км².  Було 10637 помешкань (308/км²).
Расовий склад населення:
| - 88,5 % — білих - 5,6 % — азіатів - 3,0 % — чорних або афроамериканців - 0,2 % — корінних американців |

До двох чи більше рас належало 1,9 %. Частка іспаномовних становила 2,3 % від усіх жителів.
За віковим діапазоном населення розподілялося таким чином: 30,1 % — особи молодші 18 років, 61,3 % — особи у віці 18—64 років, 8,6 % — особи у віці 65 років та старші. Медіана віку мешканця становила 35,9 року. На 100 осіб жіночої статі у місті припадало 95,5 чоловіків;  на 100 жінок у віці від 18 років та старших — 90,4 чоловіків також старших 18 років.
Середній дохід на одне домашнє господарство  становив 105 670 доларів США (медіана — 88 003), а середній дохід на одну сім'ю — 123 364 долари (медіана — 110 381). Медіана доходів становила 70 850 доларів для чоловіків та 49 324 долари для жінок. За межею бідності перебувало 4,2 % осіб, у тому числі 5,2 % дітей у віці до 18 років та 6,7 % осіб у віці 65 років та старших.
Цивільне працевлаштоване населення становило 16 626 осіб. Основні галузі зайнятості: освіта, охорона здоров'я та соціальна допомога — 24,9 %, науковці, спеціалісти, менеджери — 12,6 %, фінанси, страхування та нерухомість — 11,9 %, роздрібна торгівля — 11,7 %.